# Voïvodie de Troki
1566–1795
Entités précédentes :
- Grand-duché de Lituanie

Entités suivantes :
- Empire russe
- Royaume de Prusse

La Voïvodie de Trakai (nom lituanien) ou de Troki (nom polonais) (en latin : Palatinatus Trocensis, en lituanien : Trakų vaivadija, en polonais : Województwo trockie), était une division administrative du grand-duché de Lituanie qui exista de 1413 à 1795.

## Histoire

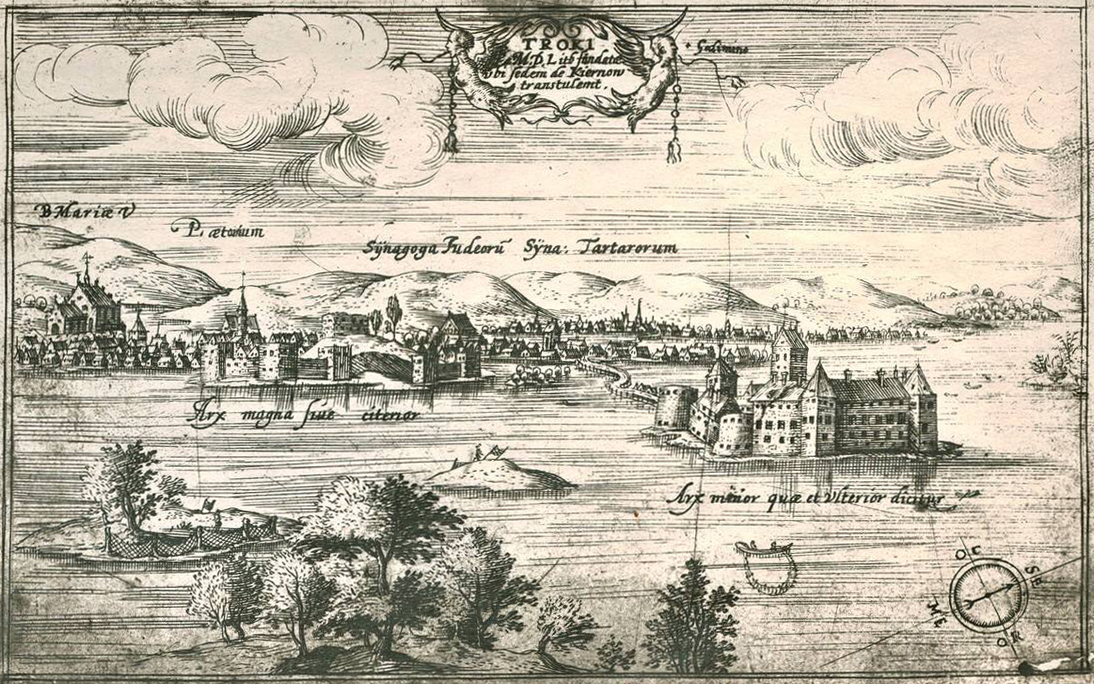
Troki, capitale de la voïvodie, au XVIIe siècle.

La voïvodie de Troki et la voïvodie de Vilnius ont été fondées par le grand-duc de Lituanie Vytautas le Grand en 1413. Vytautas copie le système polonais de division administrative en voïvodies afin de centraliser et de renforcer le gouvernement lituanien. La voïvodie de Troki remplace l'ancien duché de Trakai, qui était dirigé directement par le grand-duc ou son proche parent (frère ou fils). Le duc de Trakai (en latin : dux Trocensis) a été remplacé par des fonctionnaires nommés – les voïvodes et leurs châtelains.
La voïvodie était divisée en quatre districts, centrés autour de leurs capitales : Grodno, Kaunas, Trakai (gouverné directement par le voïvode) et Upytė (en). Les plus grandes villes de la voïvodie étaient Kaunas, Grodno et Trakai.
La partie occidentale de la voïvodie fut séparée du reste en 1513 par Sigismond Ier le Vieux et transférée à la Couronne de Pologne, sous le nom de voïvodie de Podlachie. En 1793, les comtés de Grodno, Sokółka et Wołkowysk de la voïvodie de Nowogródek ont été fusionnés dans la voïvodie de Grodno.
Après l'Union de Lublin, la voïvodie, avec l'ensemble du Grand-Duché de Lituanie, devint une partie de la République des Deux Nations, et ce jusqu'aux partages de la République en 1795. La majeure partie du territoire devint une partie de l'Empire russe, tandis que les territoires à l'ouest du fleuve Niémen firent partie de la province de Prusse orientale.

## Voïvodes
Le poste de voïvode de Troki était l'un des plus importants du grand-duché de Lituanie. Les voïvodes étaient nommés parmi les familles de magnats importants et rivalisaient uniquement avec le voïvode de Vilnius et les grands chanceliers pour le pouvoir et le prestige. Les voïvodes étaient les membres d'office du Conseil des seigneurs lituanien. Ils avaient leur résidence dans la ville de Troki, près du lac Galvė, au nord du château de la presqu'île de Trakai.

### Liste des voïvodes
- Jonas Goštautas (1440)
- Iwaszko Moniwidowicz (1443-1458)
- Radvila Astikas (1466–1477)
- Martynas Goštautas (1480-1483)
- Jan Zabrzeziński (1498-1505)
- Olbracht Gasztołd (Albrecht Goštautas) (1519-1522)
- Konstanty Ostrogski (1522-1530)
- Stanisław Gasztołd (Stanislovas Goštautas) (1542)
- Mikołaj Krzysztof Radziwiłł, dit « l'Orphelin » (1590-1604)
- Janusz Skumin Tyszkiewicz (1626-1640)
- Piotr Pac (1640-1642)
- Mikołaj Abramowicz (1647-1651 ?)
- Marcjan Ogiński (depuis 1670)
- Tadeusz Franciszek Ogiński (1770-1783)
- Józef Mikołaj Radziwiłł (depuis 1788)